# Handbal la Jocurile Olimpice
Handbalul a fost prima dată introdus ca disciplină olimpică la masculin în 1936, la Berlin, dar eliminat de la următoarele olimpiade. Începând din 1972 el a fost reintrodus la olimpiadele de vară și a rămas de atunci un sport olimpic permanent. Competiția feminină de handbal a fost introdusă ca disciplină olimpică în 1976.

## Echipe medaliate

### Masculin
| An                                   | Gazdă          |                     | Meciul pentru medalia de aur      | Meciul pentru medalia de aur | Meciul pentru medalia de aur |                                   | Meciul pentru medalia de bronz | Meciul pentru medalia de bronz | Meciul pentru medalia de bronz |
| An                                   | Gazdă          | Medalie de aur      | Scor                              | Medalie de argint            | Medalie de bronz             | Scor                              | Locul 4                        |                                |                                |
| ------------------------------------ | -------------- | ------------------- | --------------------------------- | ---------------------------- | ---------------------------- | --------------------------------- | ------------------------------ | ------------------------------ | ------------------------------ |
| 1936 Detalii                         | Berlin         | · Germania          | Competiție tip fiecare cu fiecare | · Austria                    | · Elveția                    | Competiție tip fiecare cu fiecare | · Ungaria                      |                                |                                |
| Nu s-a desfășurat între 1948 și 1968 |                |                     |                                   |                              |                              |                                   |                                |                                |                                |
| 1972 Detalii                         | München        | · Iugoslavia        | 21 – 16                           | · Cehoslovacia               | · România                    | 19 – 16                           | · RDG                          |                                |                                |
| 1976 Detalii                         | Montreal       | · Uniunea Sovietică | 19 – 15                           | · România                    | · Polonia                    | 21 – 18                           | · RFG                          |                                |                                |
| 1980 Detalii                         | Moscova        | · RDG               | 23 – 22 (după prelungiri)         | · Uniunea Sovietică          | · România                    | 20 – 18                           | · Ungaria                      |                                |                                |
| 1984 Detalii                         | Los Angeles    | · Iugoslavia        | 18 – 17                           | · RFG                        | · România                    | 23 – 19                           | · Danemarca                    |                                |                                |
| 1988 Detalii                         | Seul           | · Uniunea Sovietică | 32 – 25                           | · Coreea de Sud              | · Iugoslavia                 | 27 – 23                           | · Ungaria                      |                                |                                |
| 1992 Detalii                         | Barcelona      | · Echipa Unificată  | 22 – 20                           | · Suedia                     | · Franța                     | 24 – 20                           | · Islanda                      |                                |                                |
| 1996 Detalii                         | Atlanta        | · Croația           | 27 – 26                           | · Suedia                     | · Spania                     | 27 – 25                           | · Franța                       |                                |                                |
| 2000 Detalii                         | Sydney         | · Rusia             | 28 – 26                           | · Suedia                     | · Spania                     | 26 – 22                           | · Iugoslavia                   |                                |                                |
| 2004 Detalii                         | Atena          | · Croația           | 26 – 24                           | · Germania                   | · Rusia                      | 28 – 26                           | · Ungaria                      |                                |                                |
| 2008 Detalii                         | Beijing        | · Franța            | 28 – 23                           | · Islanda                    | · Spania                     | 35 – 29                           | · Croația                      |                                |                                |
| 2012 Detalii                         | Londra         | · Franța            | 22 – 21                           | · Suedia                     | · Croația                    | 33 – 26                           | · Ungaria                      |                                |                                |
| 2016 Detalii                         | Rio de Janeiro | · Danemarca         | 28 – 26                           | · Franța                     | · Germania                   | 31 – 25                           | · Polonia                      |                                |                                |
| 2020 Detalii                         | Tokyo          | · Franța            | 25 – 23                           | · Danemarca                  | · Spania                     | 33 – 31                           | · Egipt                        |                                |                                |

Clasamentul pe medalii (masculin)
| Loc   | Țară              | Aur | Argint | Bronz | Total |
| ----- | ----------------- | --- | ------ | ----- | ----- |
| 1     | Franța            | 3   | 1      | 1     | 5     |
| 2     | Uniunea Sovietică | 2   | 1      | 0     | 3     |
| 3     | Iugoslavia        | 2   | 0      | 1     | 3     |
| 3     | Rusia 1)          | 2   | 0      | 1     | 3     |
| 3     | Croația           | 2   | 0      | 1     | 3     |
| 6     | Germania          | 1   | 2      | 1     | 4     |
| 7     | Danemarca         | 1   | 1      | 0     | 2     |
| 8     | RDG               | 1   | 0      | 0     | 1     |
| 9     | Suedia            | 0   | 4      | 0     | 4     |
| 10    | România           | 0   | 1      | 3     | 4     |
| 11    | Austria           | 0   | 1      | 0     | 1     |
| 11    | Cehoslovacia      | 0   | 1      | 0     | 1     |
| 11    | Coreea de Sud     | 0   | 1      | 0     | 1     |
| 11    | Islanda           | 0   | 1      | 0     | 1     |
| 15    | Spania            | 0   | 0      | 4     | 4     |
| 16    | Elveția           | 0   | 0      | 1     | 1     |
| 16    | Polonia           | 0   | 0      | 1     | 1     |
| Total | Total             | 14  | 14     | 14    | 42    |

* Rusia a câștigat competiția din 1992 sub numele de Echipa Unificată.

### Feminin
| 1976 Detalii | Montreal       | · Uniunea Sovietică | Competiție tip fiecare cu fiecare  | · Germania de Est | · Ungaria           | Competiție tip fiecare cu fiecare | · România       |
| 1980 Detalii | Moscova        | · Uniunea Sovietică | Competiție tip fiecare cu fiecare  | · Iugoslavia      | · RDG               | Competiție tip fiecare cu fiecare | · Ungaria       |
| 1984 Detalii | Los Angeles    | · Iugoslavia        | Competiție tip fiecare cu fiecare  | · Coreea de Sud   | · China             | Competiție tip fiecare cu fiecare | · RFG           |
| 1988 Detalii | Seul           | · Coreea de Sud     | Competiție tip fiecare cu fiecare  | · Norvegia        | · Uniunea Sovietică | Competiție tip fiecare cu fiecare | · Iugoslavia    |
| 1992 Detalii | Barcelona      | · Coreea de Sud     | 28 – 21                            | · Norvegia        | · Echipa Unificată  | 24 – 20                           | · Germania      |
| 1996 Detalii | Atlanta        | · Danemarca         | 37 – 33 (după prelungiri)          | · Coreea de Sud   | · Ungaria           | 20 – 18                           | · Norvegia      |
| 2000 Detalii | Sydney         | · Danemarca         | 31 – 27                            | · Ungaria         | · Norvegia          | 22 – 21                           | · Coreea de Sud |
| 2004 Detalii | Atena          | · Danemarca         | 34 – 34 (4 – 2 aruncări de la 7 m) | · Coreea de Sud   | · Ucraina           | 21 – 18                           | · Franța        |
| 2008 Detalii | Beijing        | · Norvegia          | 34 – 27                            | · Rusia           | · Coreea de Sud     | 33 – 28                           | · Ungaria       |
| 2012 Detalii | Londra         | · Norvegia          | 26 – 23                            | · Muntenegru      | · Spania            | 31 – 29                           | · Coreea de Sud |
| 2016 Detalii | Rio de Janeiro | · Rusia             | 22 – 19                            | · Franța          | · Norvegia          | 36 – 26                           | · Țările de Jos |
| 2020 Detalii | Tokyo          | · Franța            | 30 – 25                            | ROC               | · Norvegia          | 36 – 19                           | · Suedia        |

Clasamentul pe medalii (feminin)
| Loc   | Țară              | Aur | Argint | Bronz | Total |
| ----- | ----------------- | --- | ------ | ----- | ----- |
| 1     | Danemarca         | 3   | 0      | 0     | 3     |
| 2     | Coreea de Sud     | 2   | 3      | 1     | 6     |
| 3     | Norvegia          | 2   | 2      | 3     | 7     |
| 4     | Uniunea Sovietică | 2   | 0      | 1     | 3     |
| 5     | Rusia 1) 2)       | 1   | 2      | 1     | 4     |
| 6     | Iugoslavia        | 1   | 1      | 0     | 2     |
| 6     | Franța            | 1   | 1      | 0     | 2     |
| 8     | Ungaria           | 0   | 1      | 2     | 3     |
| 9     | RDG               | 0   | 1      | 1     | 2     |
| 10    | Muntenegru        | 0   | 1      | 0     | 1     |
| 11    | China             | 0   | 0      | 1     | 1     |
| 11    | Spania            | 0   | 0      | 1     | 1     |
| 11    | Ucraina           | 0   | 0      | 1     | 1     |
| Total | Total             | 12  | 12     | 12    | 36    |

1) Rusia a câștigat competiția din 1992 sub numele de Echipa Unificată.
2) Rusia a câștigat medalia de argint din 2020 sub numele de Comitetul Olimpic RUS (ROC).

## Clasament general pe medalii
| Loc   | Țară                    | Aur | Argint | Bronz | Total |
| ----- | ----------------------- | --- | ------ | ----- | ----- |
| 1     | Franța (FRA)            | 4   | 2      | 1     | 7     |
| 2     | Uniunea Sovietică (URS) | 4   | 1      | 1     | 6     |
| 3     | Danemarca (DEN)         | 4   | 1      | 0     | 5     |
| 4     | Iugoslavia (YUG)        | 3   | 1      | 1     | 5     |
| 5     | Coreea de Sud (KOR)     | 2   | 4      | 1     | 7     |
| 6     | Norvegia (NOR)          | 2   | 2      | 3     | 7     |
| 7     | Rusia (RUS)             | 2   | 1      | 1     | 4     |
| 8     | Croația (CRO)           | 2   | 0      | 1     | 3     |
| 9     | Germania (GER)          | 1   | 1      | 1     | 3     |
| 9     | RD Germană (GDR)        | 1   | 1      | 1     | 3     |
| 11    | Echipa Unificată (EUN)  | 1   | 0      | 1     | 2     |
| 12    | Suedia (SWE)            | 0   | 4      | 0     | 4     |
| 13    | România (ROU)           | 0   | 1      | 3     | 4     |
| 14    | Ungaria (HUN)           | 0   | 1      | 2     | 3     |
| 15    | Austria (AUT)           | 0   | 1      | 0     | 1     |
| 15    | Cehoslovacia (TCH)      | 0   | 1      | 0     | 1     |
| 15    | RF Germană (FRG)        | 0   | 1      | 0     | 1     |
| 15    | Islanda (ISL)           | 0   | 1      | 0     | 1     |
| 15    | Muntenegru (MNE)        | 0   | 1      | 0     | 1     |
| 15    | ROC                     | 0   | 1      | 0     | 1     |
| 21    | Spania (ESP)            | 0   | 0      | 5     | 5     |
| 22    | China (CHN)             | 0   | 0      | 1     | 1     |
| 22    | Elveția (SUI)           | 0   | 0      | 1     | 1     |
| 22    | Polonia (POL)           | 0   | 0      | 1     | 1     |
| 22    | Ucraina (UKR)           | 0   | 0      | 1     | 1     |
| Total | Total                   | 26  | 26     | 26    | 78    |

## Sportivii cei mai medaliați
| Sportiv           | Țară    | Aur | Argint | Bronz | Total |
| Andrei Lavrov     | Rusia   | 3   | 0      | 1     | 4     |
| Vasili Kudinov    | Rusia   | 2   | 0      | 1     | 3     |
| Venio Losert      | Croația | 2   | 0      | 1     | 3     |
| Aleksandr Tucikin | Rusia   | 2   | 0      | 1     | 3     |
| Larîsa Karlova    | Ucraina | 2   | 0      | 1     | 3     |